# Mistr sportu v horolezectví
Mistr sportu v horolezectví patří mezi národní sportovní tituly, udělované v horolezectví. Vyšším stupněm je Zasloužilý mistr sportu. Oceněný obdržel medaili Mistra sportu.
V československé tělovýchově patřilo horolezectví do roku 1989 mezi nezávodní a neolympijské sporty, sportovními výkony měly tedy tituly mistr sportu a zasloužilý mistr sportu odpovídat úrovni mistrů republiky a mistrů světa.

## Historie
Zrušením Sokola a vytvořením Státního výboru pro tělesnou výchovu a sport (SVTVS) v roce 1953 se horolezecká sekce vyčlenila z oddělení turistiky a přešla do oddělení sportů. Do tělovýchovného hnutí byla zavedena jednotná sportovní klasifikace a horolezci vypracovali systém výkonnostních tříd. V této době byly také uděleny tituly Mistr sportu prvním horolezcům. V úvahu byly vzaty pouze velehorské výstupy, na pískovce a na ostatní terény se hledělo jen jako na přípravu.
První tituly Mistr sportu byly československým sportovcům předávané od roku 1951, v horolezectví pak od třetího vyhlašování, 13. prosince 1953 (Cermanovi a Puškášovi), předával je předseda SVTVS generál Janda. První českou horolezkyní byla Blažena Karasová, oceněná v roce 1954.

## Češi

### Mistr sportu
- 1953: Karel Cerman
- 1954: Radovan Kuchař, Blažena Karasová
- 1960: Jaroslav Mlezák[2]
- 1964: Gustav Ginzel a Miloš Matras[3]
- 1976: Sylva Kysilková
- 1977: Sylva Talla
- 1984: Alena Čepelková, Jindřich Martiš
- Václav Širl[4]
- Jaroslav Sláma[5]
- Olga Zibrinová, roz. Lásková[6]
- Česlav Wojcík[7]
- Zdeněk Brabec (Praha)
- Igor Novák (Praha)
- Karel Schubert (in memoriam)
- Vladimír Procházka[8]
- Gerhard Tschunko

### Zasloužilý mistr sportu
- 1958: Radovan Kuchař
- 1965: Jan Červinka[9]
- Miloš Matras[10]
- Miroslav Šmíd
- Oldřich Kopal
- Ing. Leopold Páleníček
- Vlastimil Šmída

## Slováci

### Mistr sportu
- 1953: Arno Puškáš
- Ivan Bajo
- Vladimír Petrík (Spišská Nová Ves)
- Igor Koller
- Ivan Lehotský[11]
- Zdeno Zibrín
- Olina Zibrínová[12]

### Zasloužilý mistr sportu
- Zoltán Demján, Praha 10.2.1990 (poslední titul)[13]
- Ivan Dieška (Bratislava)
- Ing. Ivan Fiala (Bratislava)
- Ivan Gálfy (Vysoké Tatry)
- Milan Kriššák (Vysoké Tatry)
- Ing. arch. Miloslav Neuman (Kežmarok)
- Michal Orolin (Vysoké Tatry)
- Ing. Jozef Psotka (Bratislava)[14]
- Ing. Vladimír Šedivý (Záhorská Ves u Bratislavy)[15]
- Ľudovít Záhoranský[7]

## SSSR

### Mistr sportu
- Michail Chergiani
- Alexej Bolotov

### Zasloužilý mistr sportu
- Sergej Bogomolov
- Anatolij Bukrejev
- Vladimir Racek